# Whitewater (Missouri)
Whitewater és una població dels Estats Units a l'estat de Missouri. Segons el cens del 2000 tenia 113 habitants.

## Demografia
Segons el cens del 2000, Whitewater tenia 113 habitants, 48 habitatges, i 37 famílies. La densitat de població era de 218,1 habitants per km².
Dels 48 habitatges en un 16,7% hi vivien nens de menys de 18 anys, en un 64,6% hi vivien parelles casades, en un 10,4% dones solteres, i en un 22,9% no eren unitats familiars. En el 22,9% dels habitatges hi vivien persones soles el 12,5% de les quals corresponia a persones de 65 anys o més que vivien soles. El nombre mitjà de persones vivint en cada habitatge era de 2,35 i el nombre mitjà de persones que vivien en cada família era de 2,76.
Per edats la població es repartia de la següent manera: un 17,7% tenia menys de 18 anys, un 11,5% entre 18 i 24, un 21,2% entre 25 i 44, un 27,4% de 45 a 60 i un 22,1% 65 anys o més.
L'edat mediana era de 44 anys. Per cada 100 dones de 18 o més anys hi havia 86 homes.
La renda mediana per habitatge era de 26.750 $ i la renda mediana per família de 31.000 $. Els homes tenien una renda mediana de 18.594 $ mentre que les dones 16.563 $. La renda per capita de la població era d'11.533 $. Entorn del 21,1% de les famílies i el 30,6% de la població estaven per davall del llindar de pobresa.

## Poblacions més properes
El següent diagrama mostra les poblacions més properes.